# فوجیان ۲۱۸۴
سیارک ۲۱۸۴ (به انگلیسی: 2184 Fujian، نامگذاری:1964TV2) دو هزار و صد و هشتاد و چهارمین سیارک کشف شده‌است که در ۹ اکتبر ۱۹۶۴ کشف شد.
قدر مطلق سیارک برابر ۱۱٫۵۰ است.